# Gare de New Buffalo
Ne doit pas être confondu avec Gare de Buffalo.
La gare de New Buffalo est une gare ferroviaire des États-Unis située à New Buffalo dans l'État du Michigan.

## Histoire
La gare est mise en service en 2009; une ancienne gare existait plus au sud qui était utilisée pour la desserte du Pere Marquette  entre 1984 et 2009. Depuis l'ouverture de ce nouveau bâtiment, le Pere Marquette  ne marque plus d'arrêt à New Buffalo.

## Service des voyageurs

### Desserte
- Lignes d'Amtrak:
  - Le Blue Water: Chicago - Port Huron
  - Le Wolverine: Chicago - Pontiac

La desserte de la gare est de un train par jour dans chaque direction pour le Blue Water et de trois trains pour le Wolverine.